# Brasília FC
Brasília Futebol Clube, eller enbart Brasília FC, är en fotbollsklubb från huvudstaden Brasilia i Brasilien. Klubben grundades den 2 juni 1975 under namnet Brasília Esporte Clube och bytte till sitt nuvarande namn den 8 november 1999. Laget har vunnit det regionala mästerskapet, Campeonato Brasiliense, vid åtta tillfällen, varav den senaste gången var 1987. Den första vinsten kom redan 1976, ungefär ett år efter klubbens grundande. Det var även under dessa år som Brasília FC spelade i den högsta divisionen i Brasilien, Campeonato Brasileiro Série A, vilket klubben gjorde under sju säsonger mellan 1977 och 1985. Brasília FC lyckades 2014 vinna den regionala Copa Verde 2014 och kvalificerade sig därmed för Copa Sudamericana 2015. Laget spelar sina hemmamatcher på Estadio Mané Garrincha, som tar 69 349 åskådare vid fullsatt.

## Meriter
- Campeonato Brasiliense
  - Vinnare (8): 1976, 1977, 1978, 1980, 1982, 1983, 1984, 1987
- Copa Verde
  - Vinnare (1): 2014